# Rodrigo Sanhueza
Rodrigo Alejandro Sanhueza Godoy (Temuco, Chile, 21 de octubre de 1977) es un exfutbolista chileno. Jugaba de mediocampista y militó en diversos clubes de Chile.

## Clubes
| Club                | País      | Año       |
| ------------------- | --------- | --------- |
| Colo-Colo           | Chile     | 1996-1999 |
| Santiago Morning    | Chile     | 2000      |
| Deportes Concepción | Chile     | 2000-2001 |
| Santiago Wanderers  | Chile     | 2002      |
| Persib Bandung      | Indonesia | 2003      |
| Persigo Gorontalo   | Indonesia | 2004      |
| Deportes Temuco     | Chile     | 2004-2005 |